# Chaudhuria
Chaudhuria is een geslacht van straalvinnige vissen uit de familie van de stekelalen (Chaudhuriidae).

## Soorten
- Chaudhuria caudata Annandale, 1918
- Chaudhuria fusipinnis Kottelat & Britz, 2000
- Chaudhuria ritvae Britz, 2010